# Fame (film)
Fame är en amerikansk musikalfilm från 1980 i regi av Alan Parker. Irene Cara både spelar i filmen, och sjunger sången Fame.
År 2023 valdes filmen ut för att bevaras i National Film Registry av USA:s kongressbibliotek då den anses vara ”kulturellt, historiskt eller estetiskt betydelsefull”.

## Handling
Vid New York City High School for the Performing Arts finns en samling karriärsugna unga dansare och musiker.

## Om filmen
Filmen hade biopremiär i USA den 16 maj 1980.

## Rollista
| Irene Cara         | – Coco Hernandez              |
| Lee Curreri        | – Bruno Martelli              |
| Laura Dean         | – Lisa Monroe                 |
| Antonia Franchesci | – Hilary Van Doren            |
| Paul McCrane       | – Montgomery MacNeil          |
| Barry Miller       | – Ralph Garci/Raul Garcia     |
| Gene Anthony Ray   | – Leroy Johnson               |
| Maureen Teefy      | – Doris Finsecker             |
| Albert Hague       | – Mr. Benjamin Shorofsky      |
| Anne Meara         | – Mrs. Sherwood               |
| Joanna Merlin      | – Ms. Berg                    |
| Jim Moody          | – Mr. Farrell                 |
| Debbie Allen       | – Lydia                       |
| Eddie Barth        | – Angelo Martelli             |
| Boyd Gaines        | – Michael                     |
| Tresa Hughes       | – Naomi Finsecker             |
| Steve Inwood       | – François Lafete             |
| Richard Belzer     | – Catch a Rising Star-spelare |
| Bill Britten       | – Mr. England                 |
| Isaac Mizrahi      | – Touchstone                  |
| Sal Piro           | – Rocky Horror-spelare        |
| Michael DeLorenzo  | – Huvuddansare                |
| Meg Tilly          | – Huvuddansare                |

## Nyinspelning
En nyinspelning gick upp på biograferna 2009.

### Fotnoter
1. ↑  ”Complete National Film Registry Listing” (på engelska). National Film Registry. Library of Congress. https://www.loc.gov/programs/national-film-preservation-board/film-registry/complete-national-film-registry-listing/. Läst 12 augusti 2024.
2. ↑  ”Fame” (på engelska). Box Office Mojo. 16 maj 1980. http://www.boxofficemojo.com/movies/?id=fame.htm. Läst 23 januari 2017.
3. ↑  ”Fame”. Dagens nyheter. 9 oktober 2009. http://www.dn.se/kultur-noje/filmrecensioner/fame/. Läst 23 januari 2017.